# Concise
Concise är en ort och kommun i distriktet Jura-Nord vaudois i kantonen Vaud, Schweiz. Kommunen har 1 021 invånare (2023).
Kommunen ligger längs Neuchâtelsjön.